# Національна ліга Англії
Національна ліга (англ. National League), раніше Футбольна Конференція (англ. The Football Conference) — англійська футбольна ліга, що скаладається з дивізіонів, розташованих на рівнях 5-6 системи футбольних ліг Англії. Її провідний дивізіон, Національна Конференція (рівень 5), є вищим щабелем так званого «нелігового футболу». Два інших дивізіони, Північна Конференція і Південна Конференція, разом становлять 6-й рівень англійського футболу.
Дивізіони ліги пов'язані поміж собою, з Футбольною лігою та нижчими лігами правилами вибуття та підвищення у класі в рамках футбольної піраміди.
Протягом сезонів 2007-10, в рамках спонсорської угоди з компанією Ранк Груп (англ. The Rank Group plc), дивізіони Футбольної Конференції йменуватимуться Блу Сквер Прем'єр (англ. Blue Square Premier), Блу Сквер Північ (англ. Blue Square North) і Блу Сквер Південь (англ. Blue Square South).